# Herbita reducta
Herbita reducta là một loài bướm đêm trong họ Geometridae.